# Mồ học
Mồ mả học (tiếng Anh: taphonomy, phát xuất từ tiếng Hi Lạp τάφος (taphos), nghĩa là "cái mồ") là ngành khoa học nghiên cứu sự phân hủy diễn ra trên cơ thể sống qua thời gian và cách thức chúng hóa thạch (nếu có). Thuật ngữ này có từ 1940, do khoa học gia người Nga Ivan Efremov sử dụng để miêu tả môn khoa học nghiên cứu bước chuyển của các phần, các sản phẩm, các tàn tích của cơ thể sống từ sinh quyển sang thạch quyển, nói cách khác là sự hình thành hóa thạch.